# キング&クイーン/Montage
『キング&クイーン/Montage』（キング アンド クイーン/モンタージュ）は、ポルノグラフィティの45作目のシングル。2017年9月6日にSME Recordsよりリリースされた。

## 概要
11thアルバム『BUTTERFLY EFFECT』のリードシングルで、前作『LiAR/真っ白な灰になるまで、燃やし尽くせ』から約10か月ぶりのリリース。
表題曲の「キング&クイーン」が日本テレビ系列『2017年ワールドグランドチャンピオンズカップ（グラチャンバレー2017）』のテーマソングに起用された縁もあり、本作のリリース日である9月6日にメンバーが『スッキリ!!』『ヒルナンデス!』に生出演した。

## リリース形態
初回生産限定盤（CD+DVD）、通常盤（CD）の2形態でのリリース。
初回生産限定盤には「キング&クイーン」のビデオクリップ、カップリングの「夕陽の色」のメイキングクリップが収録されたDVDが付属する。また、同限定盤及び通常盤（初回プレス盤）の特典として『ポルノグラフィティの"しまなみテレビ"』公開生放送ご招待応募チラシ、『15thライヴサーキット』チケット先行予約チラシを封入。

## 収録曲
| 全作詞: 岡野昭仁。 |                     |           |           |                                                   |      |
| #                  | タイトル            | 作詞      | 作曲      | 編曲                                              | 時間 |
| 1.                 | 「キング&クイーン」 | 岡野昭仁  | 岡野昭仁  | 立崎優介, 近藤隆史, 田中ユウスケ, Porno Graffitti | 4:43 |
| 2.                 | 「Montage」         | 岡野昭仁  | 新藤晴一  | 篤志, Porno Graffitti                             | 4:15 |
| 3.                 | 「夕陽の色」        | 岡野昭仁  | 岡野昭仁  | 宗本康兵, Porno Graffitti                         | 5:15 |
| 合計時間:          | 合計時間:           | 合計時間: | 合計時間: | 14:13                                             |      |

| #  | タイトル                         | 作詞 | 作曲・編曲 |
| -- | -------------------------------- | ---- | ---------- |
| 1. | 「キング&クイーン [Video Clip]」 |      |            |
| 2. | 「夕陽の色 [Making Clip]」       |      |            |

## 楽曲解説
1. キング&クイーン
日本テレビ系列『2017年ワールドグランドチャンピオンズカップ（グラチャンバレー2017）』テーマソング[4]
  - 「グラチャンで世界を相手に戦う選手たちを後押しできるような、そしてグラチャンのあとも長くアスリートに愛してもらえるような曲を」と制作された楽曲[5]。
  - 詞曲を手掛けた岡野は曲全体の世界観について「バレーボールの試合を生観戦したことに大きく影響されている」とし、「スピード感とサーブ、レシーブ、トス、アタックまでのテンポ感が軽快であること。 そして、観客の皆さんとの一体感。そういうことをイメージしながら、楽曲作りをしました[6]」とコメントしている。
  - 元々はマイナーな暗いトーンの楽曲であったが、実際に日本代表の試合を観戦したこと、日本代表の柳田将洋・石川祐希と対面したことで感じた「ものすごく爽やかな風」や「未来を絶対的に信じていて、『世界に羽ばたく！』という選手たちの淀みのない真っ白な気持ち」が大きく楽曲に反映されたという[7]。
  - MVには柳田将洋と石川祐希が出演しており、挑戦者として自分を信じ、未来を切り開いていこうというメッセージが込められた歌詞とリンクするように、エンディングにて両選手がアタックで壁を打ち破り、青空が広がるシーンが印象的な映像となっている[8]。
2. Montage
テレビ東京系列アニメ『パズドラクロス』第3期オープニングテーマ[9]
  - 初の作詞:岡野昭仁、作曲:新藤晴一の組み合わせによるシングル表題曲。前年リリースの「THE DAY」もアニメのタイアップで、「曲調や世界観が近寄ってしまう気がした」という理由から岡野が作詞を担当した[7]。
  - MVは複数のクリエイターが"Montage"という言葉からイメージしたものを映像で表現している[8]。
3. 夕陽の色
  - 想い出の中の人を強く思う気持ちが夕陽の情景とともに、切なく表現されたバラード[2]。
  - 曲自体は2014年頃から存在していたが、岡野曰く「当時はこの曲を歌い切るボーカルスキルがなかった」という理由から音源化には至っていなかった[7]。

## Guest Musicians
1. キング&クイーン
  - Drums: 恒岡章
  - Bass: 村田シゲ
  - Strings: 岡村美央ストリングス
  - Voice: うぐいすボーイズ & ガールズ
  - Clap: パチパチぱっちんず
  - Programming & All Other Instruments: 立崎優介, 近藤隆史(Q.,Ltd), 田中ユウスケ(agehasprings)
2. Montage
  - Programming & All Other Instruments: 篤志
3. 夕陽の色
  - Drums: 野崎真助
  - Bass: 野崎森男
  - Violin, Viola: 門脇大輔(GRAPLE JAM)
  - Cello: 内田佳宏
  - Organ,Synth,Programming,All Other Instruments: 宗本康兵

## 収録作品
| タイトル        | 収録作品 |
| --------------- | --- |
| キング&クイーン | - アルバム - 11thアルバム『BUTTERFLY EFFECT』 - ライヴ映像作品 - ライヴDVD/BD『15thライヴサーキット "BUTTERFLY EFFECT" Live in KOBE KOKUSAI HALL 2018』 - ライヴDVD/BD『ポルノグラフィティ20th Anniversary Special Live Box』 - ライヴ音源 - ライヴアルバム『"NIPPONロマンスポルノ'19〜神vs神〜" DAY1 (LIVE)』 |
| Montage         | - アルバム - 11thアルバム『BUTTERFLY EFFECT』 - ミュージックビデオ - 11thアルバム『BUTTERFLY EFFECT』 - ライヴ映像作品 - ライヴDVD/BD『15thライヴサーキット "BUTTERFLY EFFECT" Live in KOBE KOKUSAI HALL 2018』                                                                                                |
| 夕陽の色        | - 作品未収録 |